# Xia Zhong Kang
Zhong Kang was volgens de traditionele Chinese historiografie de vierde heerser van de Xia-dynastie. Hij was de jongere broer van Tai Kang, de derde heerser van de dynastie. Zijn naam betekent Middelste Rust. Volgens de Bamboe-annalen was zijn residentie Zhenxun en regeerde hij zeven jaar. Hij werd opgevolgd door zijn zoon Xiang.

## Xi-He en de zonsverduistering
Volgens de Shujing vond er een zonsverduistering plaats in het vijfde jaar van de regering van Zhong Kang, gedurende de herfst, tijdens de negende maan op de dag gengzi (庚子, de 37e dag van de 60-dagen cyclus). De zon en de maan leefden niet meer vreedzaam naast elkaar in de hemel. Het was de taak van de hofastronoom om voortdurend te controleren of de kalender gelijk liep aan het verloop van de seizoenen. Daarbij hoorde ook het doen van correcte waarnemingen en berekeningen om zo zons- en maansverduisteringen tijdig te voorspellen. Omdat de beide hofastronomen Xi en He voortdurend dronken waren en zich bezighielden met allerlei uitspattingen, hadden ze verzuimd deze zonsverduistering te voorspellen. Ze waren hun plichten niet nagekomen en verdienden daarom de doodstraf. Zhong Kang stuurde een van zijn leenheren, de markies (侯 hou) van Yin op hen af. Zijn leger bracht de beide astronomen ter dood. De toespraak van de markies van Yin tot zijn troepen staat vermeld in de Shujing .

## Interpretatie van deze gebeurtenis
Over deze gebeurtenis is veel geschreven. Men kan deze werken verdelen in een groep die ervan uitgaat dat de gebeurtenis daadwerkelijk heeft plaatsgevonden en een groep die dit (deels) ontkent.
- De eerste groep wetenschappers heeft geprobeerd de datum van de zonsverduistering te koppelen aan een datum. De meest genoemde data zijn 22 oktober 2137 en 23 oktober 2110 v.Chr. Volgens aanhangers van deze interpretatie vormt de overlevering het bewijs dat men in China al zeer vroeg een grote kennis had van astronomie.
- De tweede groep ziet het verhaal als de echo van een oude mythe. Toen die in de 2e eeuw v.Chr. door confucianistische geleerden werd opgeschreven werd de status van de zonnegod Xihe in een proces van omgekeerd euhemerisme teruggebracht tot die van twee ambtenaren. Zij waren in dienst van een keizerrijk dat net zo was georganiseerd als het keizerrijk in de 2e eeuw v.Chr., maar dat naar een ver verleden werd teruggeprojecteerd.